# 地調龍屬
地調龍屬（學名：Gspsaurus，意為「巴基斯坦地質調查局（GSP）的蜥蜴」）是一属泰坦巨龙类蜥脚亚目恐龙，生存于白垩纪晚期（马斯特里赫特阶），残骸发现于巴基斯坦的帕布组。

## 残骸
地调龙的已知残骸包括颅骨和颅后骨骼，其中大多数最初被归类于一种同域的泰坦龙类，马里龙，化石只包括尾骨。马尔卡尼（2015）认为，由于化石不含有与MSM-7-15和MSM-29-15到MSM-22-15的重叠部分（马里龙的正模标本），将颅骨遗骸分类于马里龙是不正确的。一具包含一个脑壳（最初归类于阿贝力龙科的维达格里龙）和后颅骨骼的泰坦巨龙类标本2015年最初被马尔卡尼命名为亞蘭穆真龍（Maojandino alami），但在2020年，他将穆真龍屬作为该属的次异名而分配到后者中。